# Дифентал
Дифентал (фр. Dieffenthal) насеље је и општина у источној Француској у региону Алзас, у департману Доња Рајна која припада префектури Селестат Ерштајн.
По подацима из 2011. године у општини је живело 249 становника, а густина насељености је износила 164,9 становника/km². Општина се простире на површини од 1,51 km². Налази се на средњој надморској висини од 200 метара (максималној 523 m, а минималној 188 m).

## Демографија
| 1962. | 1968. | 1975. | 1982. | 1990. | 1999. | 2011. |
| ----- | ----- | ----- | ----- | ----- | ----- | ----- |
| 170   | 176   | 174   | 166   | 246   | 226   | 249   |

График промене броја становника у току последњих година